# 有星形的旗帜图集
以下是旗帜上有一个或多个星形的图集。

## 三芒星

国际纵队旗帜

## 四芒星

阿鲁巴旗帜
哥伦比亚共和国桑坦德省首府布卡拉曼加旗帜
阿根廷福尔摩沙省旗帜
北大西洋公约组织旗帜
美国俄勒冈州波特兰旗帜

## 五角星

### 内有正五边形的五角星

埃塞俄比亚国旗
摩洛哥国旗
摩洛哥商船旗帜
摩洛哥军舰旗帜
摩洛哥海军旗帜
日本长崎市旗

### 内无五边形的五角星（按色彩分）

#### 不同颜色的五角星

荷属圭亚那 (1959-1975)
世界旗帜网官方旗帜
巴拿马国旗

#### 仅黑色五角星

哥伦比亚亚马孙省省旗
加纳国旗
加纳商船旗
加纳国旗 (1964-1966)
几内亚比绍国旗
圣多美和普林西比国旗
索马里兰国旗
佛得角国旗 (1975-1992)

#### 仅蓝色五角星

美国阿肯色州州旗
澳大利亚军舰旗
洪都拉斯国旗
洪都拉斯军舰旗
加拿大努纳武特地区区旗
巴西帕拉州州旗
美国副总统旗

#### 仅绿色五角星

开曼群岛旗帜（1959-1999）
多米尼克國旗
世界语标志
阿拉伯哈达拉毛共和国国旗(1967-1969)
伊拉克国旗 (1963–1991)
伊拉克国旗 (2004–2008)
伊拉克国旗 (1991–2004)
奧茲國旗帜
塞内加尔国旗
阿瓦士
阿拉伯也门共和国国旗 (1962–1990)
叙利亚国旗(1980-2024)，阿拉伯联合共和國国旗 (1958–1961)
叙利亚国旗 (1963-1972)

#### 仅红色五角星

巴西阿克里州州旗
阿富汗国旗 (1980–1987)
阿尔巴尼亚国旗 (1946–1992)
阿尔及利亚国旗
叙利亚反对派
敘利亞全國委員會
敘利亞共和國
阿尔及利亚军舰旗
亞美尼亞蘇維埃社會主義共和國國旗 (1952–1991)
阿塞拜疆苏维埃社会主义共和国国旗 (1952–1991)
贝宁国旗 (1975–1990)
阿扎瓦德阿拉伯运动
美国阿拉巴马州伯明翰市市旗
波斯尼亚和黑塞哥维那社会主义共和国国旗 (1945–1991)
保加利亚国旗 (1946–1967)
保加利亚国旗 (1967–1971)
保加利亚国旗 (1971–1990)
白俄羅斯蘇維埃社會主義共和國國旗 (1951–1991)
美国加利福尼亞州州旗
闽赣苏区所用的旗帜 (1931)
克罗地亚社会主义共和国国旗 (1945–1990)
美国华盛顿哥伦比亚特区州旗
吉布提国旗
荷兰德伦特省省旗
法属圭亚那旗帜
格鲁吉亚苏维埃社会主义共和国国旗 (1951–1990)
香港特別行政區區旗
匈牙利国旗 (1949–1956)
吉爾吉斯蘇維埃社會主義共和國國旗 (1952–1991)
拉脱维亚苏维埃社会主义共和国国旗 (1953–1991)
立陶宛苏维埃社会主义共和国国旗 (1953–1991)
马其顿社会主义共和国国旗 (1946–1992)
摩爾達維亞蘇維埃社會主義共和國國旗 (1952–1991)
莫桑比克国旗 (1975–1983)
黑山社会主义共和国国旗 (1945–1993)
新西兰国旗
新西兰军舰旗
新西兰民用航空旗
新西兰罗斯属地国旗 (非官方)
英国皇家新西兰代表旗
朝鮮民主主義人民共和國國旗
北賽普勒斯國旗
羅馬尼亞國旗 (1965–1989)
阿拉伯伊斯蘭共和國
西撒哈拉国旗
俄羅斯蘇維埃聯邦社會主義共和國國旗 (1954–1991)
塞尔维亚社会主义共和国国旗 (1945–1991)
斯洛文尼亚社会主义共和国国旗 (1945–1991)
也门民主人民共和国国旗 (1967–1990)
苏联国旗(1924–1991)
苏联红军军旗 (非正式)
塔吉克苏维埃社会主义共和国国旗 (1953–1991)
突尼西亞國旗
圖瓦人民共和國国旗 (1921-1944)
烏克蘭蘇維埃社會主義共和國國旗 (1949–1991)
瑞士瓦莱州州旗
西撒哈拉国旗
南斯拉夫国旗 (1945–1992)
津巴布韋國旗

#### 白色五角星

瑞士阿爾高州旗帜
阿布哈茲國旗
巴西阿拉戈斯州旗帜
巴西亚马孙州旗帜
日治時期臺灣民眾黨黨旗
科索沃国旗
阿拉伯马格里布联盟旗帜
澳大利亚国旗
澳大利亚民船旗
澳大利亚民用航空旗
澳大利亚空军旗
澳大利亞首都特區区旗
巴基斯坦自由克什米爾旗帜
旁遮普地区巴哈瓦尔布尔旗帜（到1947年）
波斯尼亚和黑塞哥维那国旗
巴西国旗
巴西王国国旗 (1822)
巴西帝国国旗 (1822–1889)
巴西第一共和国国旗 (1889)
巴西总统旗
巴西海軍舰首旗
缅甸国旗 (1948–1974)
缅甸国旗 (1974–2010)
卡宾达共和国国旗 (1975-1976)
加泰隆尼亞獨立運動旗帜
智利國旗
智利总统旗
中國工農紅軍軍旗 (1928-1930)
圣诞岛旗帜
科摩罗国旗
科摩罗国旗 (1978–1992)
科摩罗国旗 (1992–1996)
科摩罗国旗 (1996–2001)
美利坚联盟国国旗 (1861-1863)
美利坚联盟国国旗 (1863–1865)
美利坚联盟国国旗 (1865)
美利坚联盟国船旗 (1863–1865)
美利坚联盟国舰首旗 (1861–1863)
美利坚联盟国舰首旗 (1863–1865)
美利坚联盟国军旗
库克群岛国旗
哥斯達黎加政府旗
克里特共和国国旗 (1898-1913)
古巴國旗
库拉索旗帜
美国密歇根州底特律市市旗
荷属圭亚那国旗 (1959–1975)
東突厥斯坦共和國國旗 (1932-1934)
埃及国旗 (1914–1922)
埃及国旗 (1922–1952)
薩爾瓦多國旗 (1869)
世界旗帜网旗帜
美利堅聯盟國时期佛罗里达州州旗 (临时，1861)
弗朗斯维尔旗帜 (1889)
法属南部领地旗帜
美国喬治亞州州旗
巴西戈亚斯州州旗
坎巨提国旗 (到1974)
美国愛達荷州州旗
美国伊利诺伊州州旗
加尔各答旗帜 (非官方， 1906–1907)
土耳其裔伊拉克人旗帜
印度自治运动旗帜 (1917)
爱尔兰北斗星旗
巴基斯坦伊斯兰堡首都区区旗
马来西亚柔佛州州旗
美国堪萨斯州州旗
马来西亚吉兰丹州州旗
利比里亚国旗
利比亚国旗
美利堅聯盟國时期路易斯安那州州旗 (1861)
荷兰马斯特里赫特市旗
西班牙马德里自治区区旗
哥伦比亚马格达莱纳省省旗
马尔代夫总统旗
巴西马拉尼昂州州旗
美国马萨诸塞州州旗
毛里求斯民用旗
毛里求斯政府旗
密克罗尼西亚联邦国旗
太平洋群島託管地旗帜 (1965–1980年代初)
美国密西西比州州旗
美利堅聯盟國时期密西西比州州旗 (非官方, 1861–1865)
美国密蘇里州州旗
缅甸国旗
巴布亚新几内亚新愛爾蘭省旗帜
荷属安的列斯国旗
美国内华达州州旗
尼维斯国旗
新西兰民船旗
美国北卡罗来纳州州旗
美国北卡罗来纳州州旗(1861–1885)
北马里亚纳群岛国旗
澳大利亚北领地自治地区旗
挪威海军上将旗
挪威副海军上将旗
挪威海军少将旗
挪威海军准将旗
埃塞俄比亚欧加登旗帜
美国俄亥俄州州旗
美国俄克拉荷马州州旗 (1911–1925)
厄瓜多尔奥雷亚纳省旗帜
巴基斯坦国旗
巴基斯坦民船旗
巴基斯坦陆军旗帜
巴基斯坦海军旗帜
巴基斯坦舰首旗
巴基斯坦空军旗帜
巴布亚新几内亚国旗
巴西巴拉那州州旗
巴西皮奧伊州州旗
战俘（POW）/任務中失蹤（MIA）旗帜(美国)
波多黎各国旗
巴西南里奥格兰德州州旗
巴西朗多尼亚州州旗
俄罗斯胜利旗
圣基茨和尼维斯国旗
萨摩亚国旗
巴西圣卡塔琳娜州州旗
阿根廷圣克鲁斯省省旗
哥伦比亚桑坦德省省旗
马来西亚雪兰莪州旗
巴西塞尔希培州州旗
新加坡国旗
新加坡民船旗
新加坡政府船旗
新加坡海军旗
新加坡总统旗
索羅門群島國旗
索羅門群島民船旗
索羅門群島军舰旗
索马里国旗
加勒穆杜格国旗
苏瓦迪维联合共和国旗帜 (1959-1963)
美国田纳西州州旗
马来西亚登嘉楼州旗
美国德克萨斯州州旗及德克萨斯共和国 (1839-1845)
阿根廷火地岛省省旗
东帝汶国旗
多哥国旗
托克劳国旗
土耳其国旗
土耳其总统旗
土库曼斯坦国旗
阿拉伯联合酋长国烏姆蓋萬旗帜
美国国旗
美国联合旗帜（军舰）(1960–2002)
美国总统旗
美国空军旗
新西兰联合部落旗帜
美国犹他州州旗
乌兹别克斯坦国旗
瑞士瓦莱州州旗
爱沙尼亚瓦爾加縣旗帜
委内瑞拉国旗
民用旗
委内瑞拉国旗 (1930–2006)
佛蒙特共和国国旗 (1777–1791)
澳大利亚維多利亞州旗
西佛罗里达共和国国旗 (1810)
印度尼西亚西巴布亚旗帜
北葉門國旗（1927–1962）
尤卡坦半岛旗帜 (1841–1843, 1846–1848)
印第安納波利斯旗帜 (1960–至今)
奥达兰国旗（2009-至今）

#### 黄色五角星

阿卡迪亚旗
阿迪格共和国国旗
阿富汗民主共和国国旗（1978－1980）
美国阿拉斯加州州旗
安哥拉国旗
阿塞拜疆苏维埃社会主义共和国国旗(1920-1921)
葡萄牙亚述尔群岛国旗
白俄罗斯总统旗
玻利维亚政府旗
玻利维亚军旗
玻利维亚军舰旗
波斯尼亚国旗 (1878)
波斯尼亚和黑塞哥维那国旗 (提议)
波斯尼亚国旗(1831)
巴西总统旗
布基纳法索国旗
喀麦隆国旗
喀麦隆国旗 (1961 - 1975)
佛得角国旗
哥伦比亚卡克塔省省旗
中非共和国国旗
莱茵河航运中央委员会旗帜
中华人民共和国国旗
中国人民解放军军旗
中国人民解放军陆军军旗
中国人民解放军海军军旗
中国人民解放军空军军旗
中华人民共和国中国人民解放军火箭军军旗
中国人民武装警察部队旗
中国共产主义青年团团旗
中国少年先锋队队旗 (大队旗)
中华苏维埃共和国国旗 (1934–1937)
中国工农红军军旗 (1934–1937)
中华共和国国旗 (1933–1934)
科科斯（基林）群岛旗帜
刚果民主共和国国旗
刚果自由邦旗帜 (1877–1908)
比属刚果 (1908–1960)
刚果民主共和国国旗(1960–1963，2003–2006)
刚果民主共和国国旗 (1963–1971)
刚果民主共和国国旗 (1997–2003)
刚果人民共和国国旗 (1970–1991)
荷属圭亚那国旗 (1959–1975)
埃塞俄比亚国旗 (1987–1991)
欧盟旗帜
世界旗帜网旗帜
摩尔多瓦加告茲旗帜
格林纳达国旗
格林纳达民用旗、政府旗
格林纳达军旗
意大利总统旗
拉多王国国旗 (1864-1871)
拉脱维亚总统旗
拉脱维亚总理旗
拉脱维亚国防部长旗
路易斯安那州州旗 (1861)
澳门特别行政区区旗
美国缅因州州旗
马来西亚马六甲州旗
巴西马托格罗索州州旗
巴西南马托格罗索州州旗
毛里塔尼亚国旗
毛里求斯海军旗
美国明尼苏达州州旗
蒙古人民共和国国旗 (1949–1992)
哥伦比亚蒙特里亞旗帜
摩洛哥民用旗
摩洛哥海军旗
莫桑比克国旗
阿根廷内乌肯省省旗
美国新罕布什尔州州旗
纽埃国旗
哥伦比亚北桑坦德省省旗
美国北达科他州州旗
挪威陆军军衔旗帜
挪威陆军中将旗帜
挪威陆军少将旗帜
挪威陆军准将旗帜
美国俄勒冈州州旗
巴基斯坦总统旗
巴拉圭国旗
秘魯-玻利維亞邦聯国旗 (1836–1839)
菲律宾国旗
巴西伯南布哥州州旗
美国罗德岛州州旗
巴西羅賴馬州州旗
荷属安的列斯薩巴旗帜
巴西聖保羅旗帜
荷属安的列斯圣尤斯特歇斯旗帜
南秘鲁国旗 (1836–1839)
南越国旗 (1975-1976)
苏里南国旗
塔吉克斯坦国旗
德克萨斯共和国 (1836–1839)
土耳其总统旗
图瓦卢国旗
波斯尼亚和黑塞哥维那圖茲拉州州旗
苏联国旗
北越国旗（1955-1976），越南国旗
塞尔维亚伏伊伏丁那省旗
威克島旗帜
西欧联盟旗帜
密西西比州杰克逊旗帜

#### 其他颜色五角星

美国亞利桑那州州旗 (铜星)
荷属圭亚那旗帜 (1959–1975, 棕星)
美国印第安纳州州旗 (金星)
巴西里約熱內盧州州旗 (银星)
胜利旗 (银星)

## 六角星

### 六芒星

以色列国旗
以色列民用旗
以色列海军旗
尼日利亚殖民旗
贝纳·麦纳歇部落旗帜 (印度的犹太族群)
以色列红大卫盾会旗帜

### 其他六角星

阿富汗酋长国国旗 (1919–1928)
荷属安的列斯波内赫旗帜
波斯尼亚和黑塞哥维那联邦旗帜
布隆迪国旗
波斯尼亚和黑塞哥维那中波斯尼亞州旗帜
美国伊利诺伊州芝加哥市旗
圣诞岛旗帜
克罗地亚国旗
克罗地亚民船旗、政府船旗
克罗地亚军舰旗
赤道几内亚国旗
伊多语旗帜
意大利利古里亚区旗
北愛爾蘭旗幟 (1920–1972)
里夫共和国国旗 (1921–1926)
阿根廷萨尔塔省省旗
斯洛文尼亞國旗
斯洛文尼亞民船旗和政府旗
斯洛文尼亚总统旗
爱沙尼亚塔爾圖縣县旗
澳大利亚維多利亞州州旗
波斯尼亚和黑塞哥维那澤尼察-多博伊州州旗
汤加皇家旗

## 七芒星

阿扎尔自治共和国国旗 (2000–2004)
澳大利亚国旗
澳大利亚民船旗
澳大利亚民用航空旗
澳大利亚军舰旗
澳大利亚空军旗
澳大利亞首都特區区旗
切羅基人旗帜
圣诞岛旗帜
科科斯（基林）群島旗帜
印度自治运动旗帜 (印度, 1917)
伊拉克国旗 (1921–1959)
约旦国旗
澳大利亞北領地自治地区旗
澳大利亞維多利亞州州旗

## 八芒星

阿富汗国旗 (1919–1928)
荷兰莱茵河畔阿尔芬旗帜
澳大利亚殖民地时期旗帜 (1823–1831)
澳大利亚联邦旗帜 (1831–1920s)
澳大利亚反运输联盟旗帜 (1849–1853)
澳大利亚尤里卡旗 (1854)
阿塞拜疆国旗
阿塞拜疆民主共和国国旗 (1918)
哥伦比亚巴兰基亚市市旗
哥伦比亚卡塔赫纳市市旗
哥伦比亚卡萨纳雷省省旗
秘鲁查查波亚斯市市旗
乌克兰顿涅茨克州马基伊夫卡市旗
圣诞岛旗帜
哥伦比亚民船旗
哥伦比亚空军驻军旗
加尔各答旗帜 (非官方， 1906–1907)
伊拉克国旗 (1959–1963)
摩爾多瓦國旗
意大利莫利塞大区区旗
阿根廷内乌肯省省旗
澳大利亚新南威爾士州州旗
澳大利亚新南威爾士州总督旗
菲律賓國旗
罗图马岛旗帜 (1988 分裂提案)
救世軍军旗
波黑薩拉熱窩州州旗
新加坡政府船旗
新加坡军舰旗
波黑烏納-薩納州州旗
澳大利亚維多利亞州州旗
澳大利亚維多利亞州总督旗
西黑塞哥维那旗帜 (1760年代)

## 多于8芒的星形

马来西亚吉隆坡市市旗
马来西亚纳闽市旗
马来西亚国旗
马来西亚民船旗
马来西亚华人公会党旗旗
马来西亚军舰旗
马来西亚空军旗
马来西亚最高元首旗
馬來亞聯合邦国旗 (1950–1963)
马绍尔群岛国旗
瑙鲁国旗
马来西亚砂拉越州州旗
十八星旗 (1911-1928)
十九星旗 (1911-1928)

### 太阳

阿根廷国旗
白俄罗斯总统旗
中華民國國旗
中華民國民船旗，现已无人使用
中華民國陸軍军旗
青天白日旗
日本國旗
厄瓜多爾國旗
瓜德罗普旗帜（非官方）
哈萨克斯坦国旗
基里巴斯国旗
吉尔吉斯斯坦国旗
叙利亚拉塔基亚旗帜
希腊马其顿地区区旗
马其顿共和国国旗
马其顿共和国国旗 (1992–1995)
马哈巴德共和国国旗 (1946)
马拉维国旗
马拉维国旗(2010–2012)
纳米比亚国旗
尼泊尔国旗
盧旺達國旗
巴西托坎廷斯州旗
土耳其总统旗
烏拉圭國旗
庫德族旗幟

## 外部連結
- 维基共享资源上的相關多媒體資源：有星形的旗帜图集